# Lycosa inviolata
Lycosa inviolata este o specie de păianjeni din genul Lycosa, familia Lycosidae, descrisă de Roewer, 1960. Conform Catalogue of Life specia Lycosa inviolata nu are subspecii cunoscute.